# Leon Hipolit Chlebowski
Leon Hipolit Chlebowski (ur. w 1802 w Gorzycku Starym, zm. 6 marca 1887) – polski prawnik, powstaniec listopadowy, kawaler złotego krzyża Virtuti Militari, działacz społeczny.

## Życiorys
Urodził się w Gorzycku Starym w dzisiejszym powiecie międzychodzkim. Był synem Michała i Anny z Komorowskich, pochodził ze szlacheckiej rodziny kalwińskiej związanej z tym wyznaniem od XVI wieku. Po ukończeniu gimnazjum w Poznaniu w 1824 roku, odbył studia prawnicze na Uniwersytecie Warszawskim, które ukończył jako magister ze złotym medalem. Po studiach został urzędnikiem w warszawskiej Prokuratorii Generalnej.

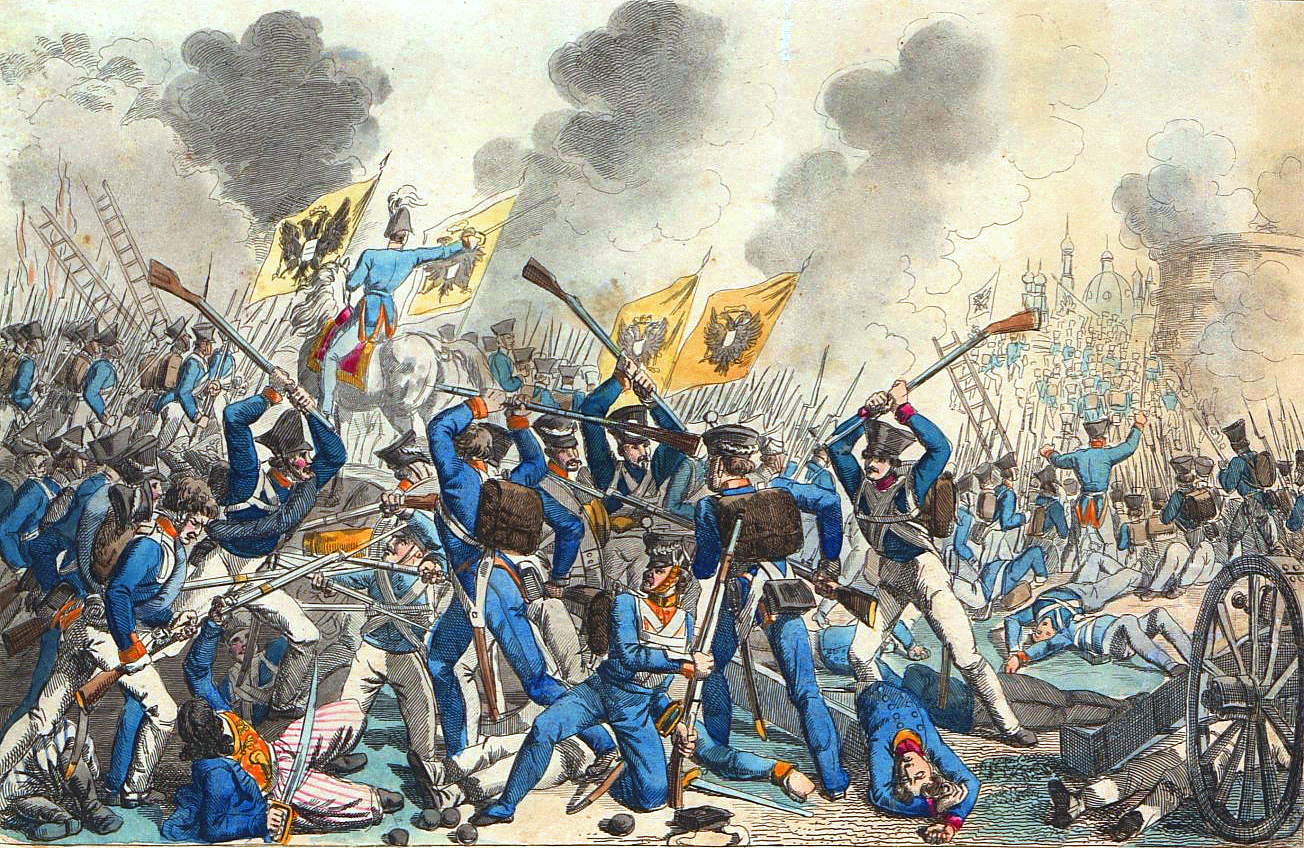
Atak wojsk rosyjskich na Warszawę 6–7 września 1831 roku

W momencie wybuchu powstania listopadowego, już w grudniu 1830 roku, wstąpił ochotniczo do Gwardii Honorowej, po czym 19 marca 1831 roku dostał przydział jako podporucznik do 8 Pułku Piechoty Liniowej. Walczył w bitwie pod Dębem Wielkim, bitwie pod Iganiami, bitwie pod Ostrołęką, brał udział w obronie Warszawy dowodząc na szańcach Woli 5 Kompanią 8 Pułku. Dostał awans na kapitana i został odznaczony złotym krzyżem Virtuti Militari.
Po przejściu z armią generała Macieja Rybińskiego pruskiej granicy, otrzymał 29 grudnia 1831 roku dymisję z wojska. 
Osiadł w Poznaniu, gdzie brał czynny udział w życiu gospodarczym miasta. Działał również w organizacjach niepodległościowych (m.in. w czasie wydarzeń w latach 1846 i 1848). Po powstaniu Poznańskiego Towarzystwa Przyjaciół Nauk brał czynny udział w jego pracach, przez pewien czas będąc jego skarbnikiem.
Od 1860 roku był radnym miejskim, a później honorowym rajcą magistratu. Od lat 40 XIX wieku do końca życia był starszym (seniorem) poznańskiej parafii ewangelicko-reformowanej (kalwińskiej) Św. Piotra.
Leon Chlebowski żenił się dwukrotnie. Jego pierwszą żoną była ewangeliczka Anna Kurnatowska. Drugą żoną była od ok. 1840 roku z Antoniną Ostrowską (1820–1892, I voto Kozłowską). Nie miał dzieci.
Rzekomo na kilka dni przed śmiercią przeszedł na katolicyzm, w co powątpiewał jego pastor ewangelicki, twierdząc, że jeszcze 26 lutego przyjął ewangelicką komunię z rąk pastora, a księdza katolickiego do nieprzytomnego męża sprowadziła katolicka żona. Został pochowany w Górze pod Inowrocławiem.

W środę 13 kwietnia 1887 roku Gazeta Toruńska donosiła: 

Czcigodny obywatel miasta Poznania, radca miejski ś.p. Leon Chlebowski testamentem zapisał miastu 6 tysięcy marek z warunkiem, aby procent od tejże sumy obracany był corocznie na zakup kołaczy (strucli) i rozdanie takowych we wigilię Bożego Narodzenia pomiędzy dzieci najbiedniejszych trzystu rodzin miasta Poznania. Oprócz tego szlachetny dobroczyńca przeznaczył 300 marek na rozdanie w dniu swoich imienin (11 kwietnia) pomiędzy ubogich, co jednakże dopiero na przyszły rok stać się może.

## Odznaczenia
- Order Virtuti Militari IV klasy (Polska)
- Order Królewski Korony III klasy (Prusy)
- Order Orła Czerwonego IV klasy (Prusy)[5].